# Toomemägi
Toomemägi ("Domberget") är en kulle och en park i Tartu i Estland. Toppen på Toomemägi är 74 meter över havet.